# Alabama (Schiff, 1862)
Die Alabama, regelmäßig auch als CSS Alabama bezeichnet, war eine als Rahschoner getakelte Schraubensloop mit Dampfmaschine. Sie wurde 1862, während des Amerikanischen Bürgerkriegs, im Auftrag der Konföderierten Staaten von Amerika („Südstaaten“) auf der Werft Laird Brothers in Birkenhead (England) unter dem Tarnnamen Enrica gebaut. Das Schiff wurde im August 1862 in internationalem Gewässer bei den Azoren von der Marine der Südstaaten mit dem Namen Alabama in Dienst gestellt, benannt nach dem Bundesstaat Alabama.
Aufgabe des Schiffs war es, Schiffe der Nordstaaten („Union“) im Nordatlantik und in der Karibik zu kapern oder zu versenken. Später wurden die Kaperfahrten auch auf den Südatlantik und den Indischen Ozean ausgedehnt. Insgesamt kaperte oder versenkte die Alabama 55 Schiffe der Union. Auf ihrer zweijährigen Kaperfahrt sah sie nicht ein einziges Mal einen heimischen Hafen.

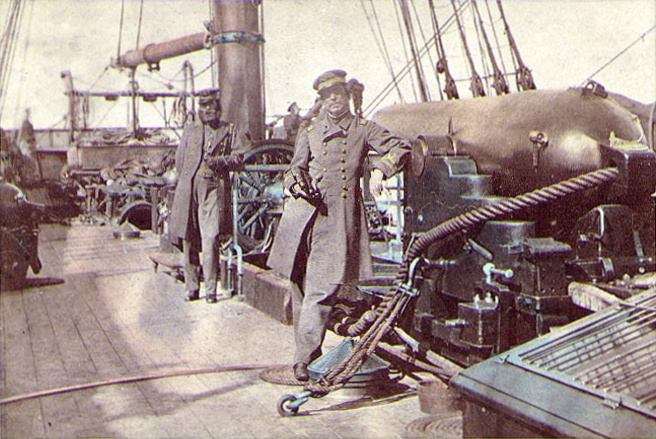
Captain Raphael Semmes (vorn) und der Erste Offizier John Kell an Deck der Alabama

Am 19. Juni 1864 wurde sie durch die Sloop Kearsarge vor der Küste Frankreichs bei Cherbourg versenkt. Ihr Kommandant, Raphael Semmes, wurde von einem britischen Schiff aufgenommen und kehrte von England aus zurück, um weiter am Krieg teilzunehmen. Das Wrack wurde in den 1980er Jahren in 59 m Tiefe durch die französische Marine entdeckt.
Die Alabama war namensgebend für die Streitfrage zwischen Großbritannien und den Vereinigten Staaten von Amerika, ob Großbritannien für die Schäden aufkommen müsse, die die in Großbritannien gebauten und ausgerüsteten Kaperschiffe der Südstaaten verursacht hatten (sog. Alabamafrage).
Der Shanty Roll Alabama, Roll beschreibt das Schicksal des Schiffes von der Kiellegung bis zur Versenkung.